# エスタディオ・レイノ・デ・レオン
エスタディオ・レイノ・デ・レオン (Estadio Reino de León) は、スペイン・カスティーリャ・イ・レオン州・レオン県レオンにあるスタジアム。クルトゥラル・レオネサのホームスタジアムであり、サッカースペイン代表の国際試合でも使われた。

## 概要
2001年5月20日、クルトゥラル・レオネサ対ヘレスCDのセグンダ・ディビシオン昇格プレーオフでこけら落としが行われ、1-0でホームのクルトゥラル・レオネサが勝利した。2008年9月5日、スタジアムの名称がヌエボ・エスタディオ・アントニオ・アミリビアからエスタディオ・レイノ・デ・レオン (Estadio Reino de León)へと変更された。
スタジアムで初めて行われた国際Aマッチは2003年4月2日のUEFA EURO 2004予選のアルメニア代表戦であり、満員の観客の前で開催された試合はスペイン代表が3-0で快勝した。

## 開催された主な試合
- 国際Aマッチ

| 日付          | ホームチーム | 結果 | アウェーチーム     | 大会                              |
| ------------- | ------------ | ---- | ------------------ | --------------------------------- |
| 2003年4月2日  | スペイン     | 3-0  | アルメニア         | EURO 2004予選                     |
| 2015年6月12日 | スペイン     | 2-1  | コスタリカ         | 親善試合                          |
| 2016年9月5日  | スペイン     | 8-0  | リヒテンシュタイン | 2018 FIFAワールドカップ・欧州予選 |

## ギャラリー

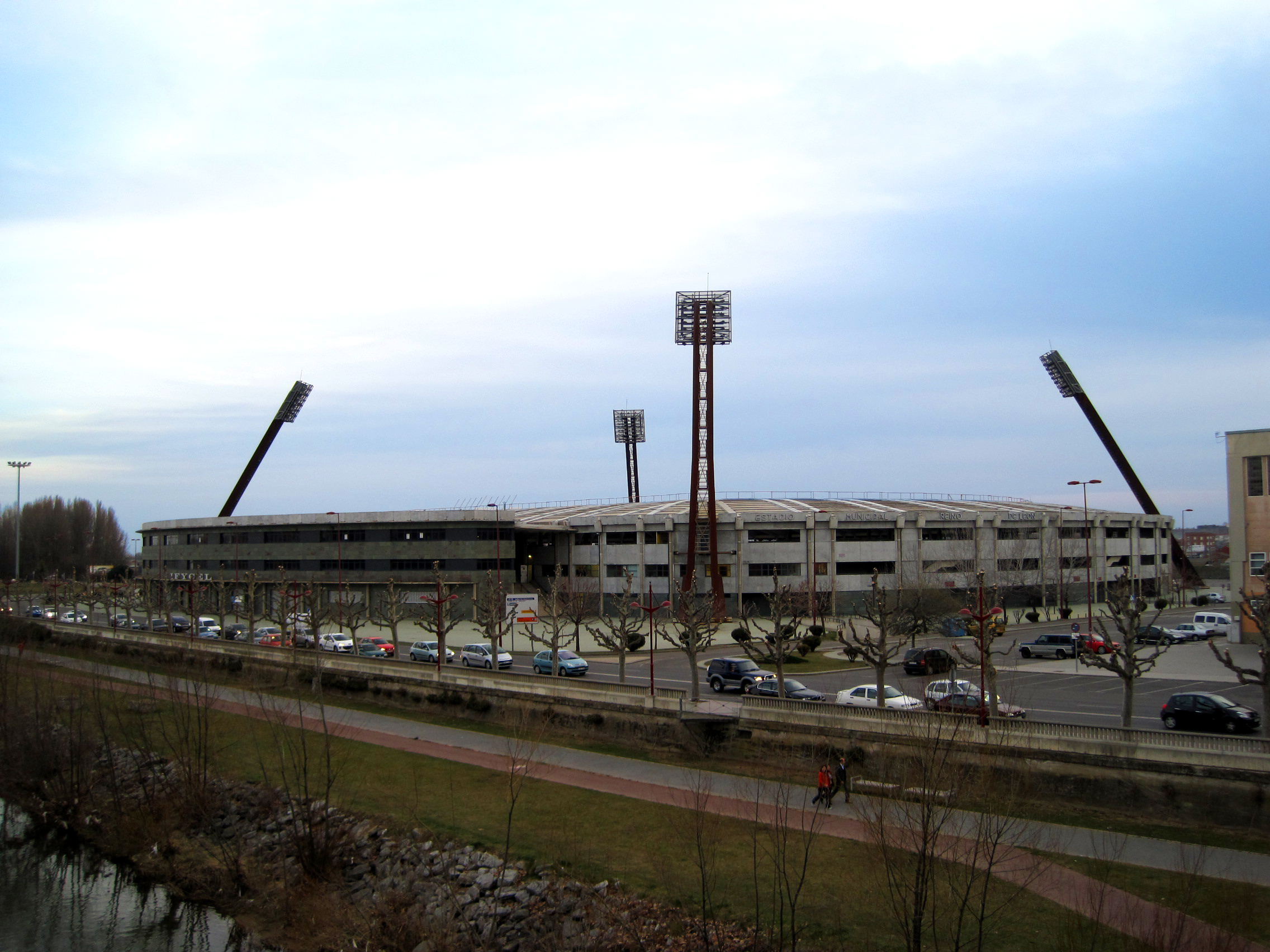
2010年の外観
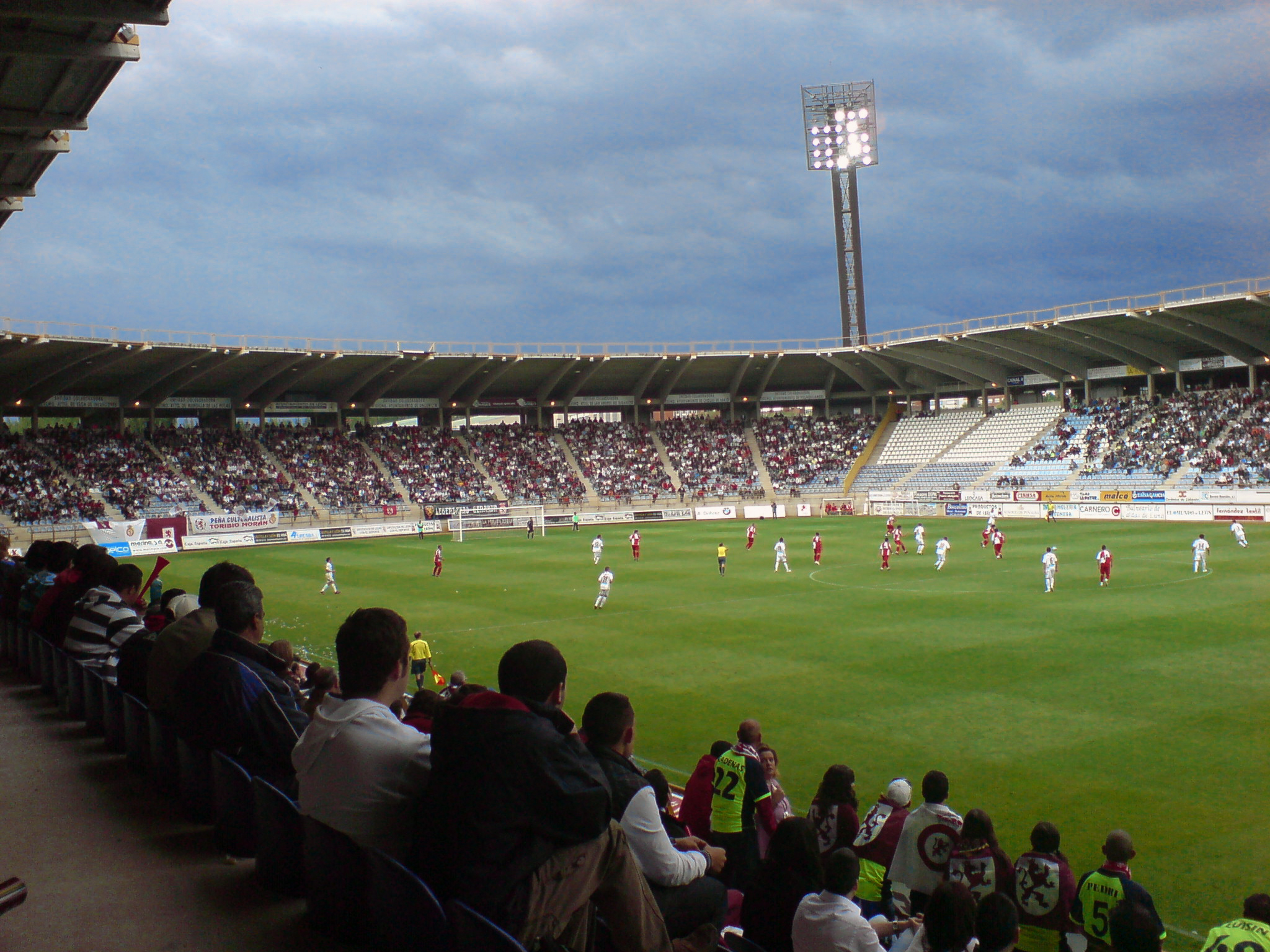
2009年の内観
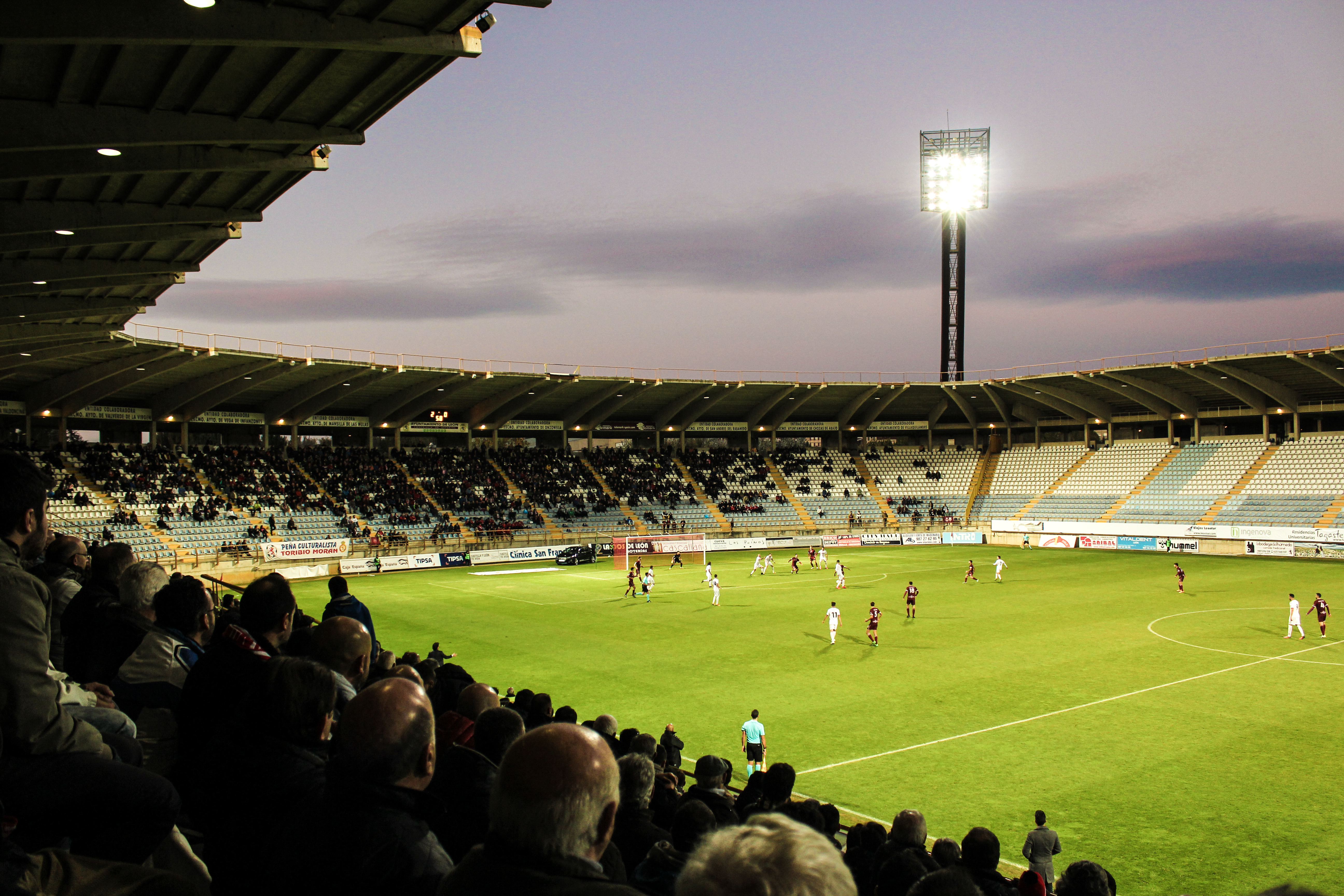
2016年の内観